# Reggie Bannister
Reginald Horace Bannister, detto Reggie (Long Beach, 29 settembre 1945), è un attore, musicista e produttore cinematografico statunitense, noto per aver interpretato il ruolo di Reggie nella serie cinematografica horror Phantasm.
Attualmente è sposato e vive in California.

## Filmografia parziale

### Attore
- Kenny & Company, regia di Don Coscarelli (1976)
- Jim the World's Greatest, regia di Don Coscarelli e Craig Mitchell (1976)
- Fantasmi (Phantasm), regia di Don Coscarelli (1979)
- Fantasmi II (Phantasm II), regia di Don Coscarelli (1988)
- Survival Quest, regia di Don Coscarelli (1989)
- Silent Night, Deadly Night 4: Initiation, regia di Brian Yuzna (1990)
- Fantasmi III - Lord of the Dead (Phantasm III: Lord of the Dead), regia di Don Coscarelli (1994)
- Wishmaster - Il signore dei desideri (Wishmaster), regia di Robert Kurtzman (1997)
- Phantasm IV: Oblivion, regia di Don Coscarelli (1998)
- Bubba Ho-Tep, regia di Don Coscarelli (2002)
- City of the Dead - La morte viene dallo spazio (Last Rites), regia di Duane Stinnett (2006)
- The Rage, regia di Robert Kurtzman (2008)
- Carnies, regia di Brian Corder (2010)
- Phantasm: Ravager, regia di David Hartman (2016)

### Produttore
- Sigma Die! (2007)
- The Quiet Ones, regia di Amel J. Figueroa (2010)
- Carnies (2010)
- Bloody Bloody Bible Camp (2010)

### Compositore
- Phantasm IV: Oblivion (1998)
- Bloody Bloody Bible Camp (2010)